# Nishada dflavens
Nishada dflavens är en fjärilsart som beskrevs av Rothschild 1912. Nishada dflavens ingår i släktet Nishada och familjen björnspinnare. Inga underarter finns listade i Catalogue of Life.